# Янка Пуста
Янка Пуста (на унгарски: Janka Puszta) е тренировъчен лагер на паравоенната хърватска организация Усташа, съществувал в Унгария през периода 1931 – 1934 г.
Във връзка със сключено през 1929 г. между Вътрешната македонска революционна организация и усташите споразумение за съвместна борба срещу сърбите, като инструктор в първоначалния им лагер в Борготаро, Италия, от българска страна заминава Кирил Дрангов. От средата на 1932 г. предприемайки стъпки за подобряване на отношенията си с Югославия, италианските власти закриват усташкия лагер в Борготаро. Така в новия им унгарски лагер в Янка Пуста е прехвърлен Владо Черноземски, който става новият инструктор. Лагерът е разположен на 8 – 9 км от югославската граница, близо до град Надканижа. Усташите създават лагера в чифлик, който е закупен за целта през 1931 година от Густав Перчец, пръв помощник на Анте Павелич, който става ръководител на лагера. Заедно с него в центъра се промъква Йелка Погорелец – агент на сръбските тайни служби, която става секретарка и любовница на Перчец. Лагерът се използва и за подготовка на специален екип, който да се подбере с цел да извърши Марсилския атентат срещу Александър I Караджорджевич. В лагера се обучават групи от 25 до 30 души.
След като разучава добре какво се върши в Янка Пуста, една нощ Погорелец тайно преминава границата. През октомври 1933 г. тя публикува в загребския вестник „Новости“ поредица материали за лагера. Това значително усложнява отношенията на Югославия с Унгария. По границата между двете страни възникват погранични стълкновения, съпроводени с взаимни нападки. Така през април 1934 Белград отправя официално оплакване в Обществото на народите. Жалба там подава и унгарският регент Хорти. В Обществото е формирана комисия за проверка по случая през май. При тези обстоятелства, унгарските власти са принудени да закрият лагера и местят усташите в Надканижа. За броени дни Янка Пуста опустява, като военни камиони товарят и откарват цялото оборудване. Когато международна комисия пристига в имението, отчита че информацията за терористичен лагер не е вярна. През септември на същата година в Надканижа от групата в лагера е подбран екипът за атентата, като в него освен Черноземски, влизат Иван Раич, Звонимир Поспишил и Мийо Крал.